# Forks
Forks és una població dels Estats Units a l'estat de Washington. Segons el cens del 2000 tenia 3.120 habitants.
En aquesta població, de manera fictícia, se situen els personatges de la saga Crepuscle, novel·la de Meyers.

## Demografia
Segons el cens del 2000, Forks tenia 3.120 habitants, 1.169 habitatges, i 792 famílies. La densitat de població era de 386,1 habitants per km².
Dels 1.169 habitatges en un 36,9% hi vivien nens de menys de 18 anys, en un 49,4% hi vivien parelles casades, en un 11,4% dones solteres, i en un 32,2% no eren unitats familiars. En el 24,6% dels habitatges hi vivien persones soles el 7,4% de les quals corresponia a persones de 65 anys o més que vivien soles. El nombre mitjà de persones vivint en cada habitatge era de 2,65 i el nombre mitjà de persones que vivien en cada família era de 3,15.
Per edats la població es repartia de la següent manera: un 30,4% tenia menys de 18 anys, un 11,1% entre 18 i 24, un 27,2% entre 25 i 44, un 22,1% de 45 a 60 i un 9,1% 65 anys o més.
L'edat mediana era de 31 anys. Per cada 100 dones de 18 o més anys hi havia 108,9 homes.
La renda mediana per habitatge era de 34.280 $ i la renda mediana per família de 38.844 $. Els homes tenien una renda mediana de 35.718 $ mentre que les dones 23.690 $. La renda per capita de la població era de 13.686 $. Aproximadament el 14,6% de les famílies i el 20,5% de la població estaven per davall del llindar de pobresa.

## Poblacions més properes
El següent diagrama mostra les poblacions més properes.